# 德大铁路
德大铁路，又称“德大线”，是中国山东省北部一条客货干线铁路。正线全长255.6公里，为国铁I级单线电气化铁路。线路自山东省德州市南部的京沪铁路黄河涯站引出，向东经德城区、陵城区、临邑县、商河县、惠民县、阳信县、滨城区、利津县、东营区和寿光市，止于潍坊市北部的大莱龙铁路大家洼站。

## 历史
德大铁路始建于2009年11月29日，于2010年5月动工。2012年12月24日，全线唯一的控制性工程——龙居黄河特大桥合龙，该桥由中铁一局承建，为黄河流域跨度最大、长度最长的铁路钢结构桥梁。2014年8月11日8时8分，全线正式铺通，2015年9月28日开通客运业务，加开的旅客列车包括东营南至北京的K1785/1786次列车等3对，东营市由此再次开通出省旅客列车。首班K1786次列车实由滨州站始发，结束了滨州市市区滨城区无客运铁路的历史，此前，德大铁路滨州西站已于2015年7月更名为滨州站，原有的小沾铁路滨州站也已于2015年6月1日更名为滨州东站。
2017年4月，德大铁路开始货运试运行。2018年3月21日，载有3500吨电煤的专列经由德大线滨州站发往大唐集团滨州发电公司专用线，成为经滨州站发出的首班货运列车。